# Ű
Ű, ű ist der 38. Buchstabe des ungarischen Alphabets. Er wird wie ein langes Ü ausgesprochen und zwischen Ü und V gereiht (…, T, Ty, U, Ú, Ü, Ű, V, (W), (X), (Y), Z, Zs). Neben Ő ist er der einzige Buchstabe, der mit einem Doppelakut geschrieben wird.

## Darstellung auf dem Computer

### Unicode
In Unicode belegt das Ű die Codepunkte U+0170 (Großbuchstabe) und U+0171 (Kleinbuchstabe).

### HTML
Das U mit Doppelakut wird in HTML mit der dezimalen Nummer eingegeben:
- Großbuchstabe Ű: &#368;
- Kleinbuchstabe ű: &#369;